# Rienzi
Rienzi, der Letzte der Tribunen (Rienzi, el último de los tribunos) (WWV 49) es una ópera de Richard Wagner, compuesta en cinco actos, con un libreto escrito por el compositor tras leer la novela de Edward Bulwer-Lytton del mismo título. Escrita entre julio de 1838 y noviembre de 1840, fue estrenada en Dresde el 20 de octubre de 1842.

## Historia
Rienzi es la tercera ópera completada por Wagner, y está escrita en un estilo que recuerda mucho a la Grand Opéra. Inmediatamente después de conocer la novela en Dresde, en el verano de 1837, empezó a redactar un esbozo en prosa y, el siguiente verano finalizó el libreto en verso. En abril de 1839  había finalizado la composición de los dos primeros actos. No reanudó la composición hasta febrero del año siguiente. La obertura fue lo último que compuso, finalizando la composición en octubre de 1840. El estreno en Dresde fue bien recibido por el público, a pesar de que la duración de la ópera llegaba a las seis horas. Más adelante Wagner experimentó diversas opciones para que no resultara una representación tan larga. Probó representando la ópera en dos tardes seguidas e incluso cortando partes de la misma para que pudiera ser representada de una sola tirada.
Debido a su atípico estilo y su larga duración, Rienzi se representa muy poco en la actualidad, y fue excluida por el propio Wagner del grupo de obras previstas para ser representadas en el Festival de Bayreuth. En las estadísticas de Operabase aparece con sólo 6 representaciones para el período 2005-2010. Wagner llegó a decir más adelante que esta obra era una vergüenza para él, pero el hecho es que fue una de las más exitosas durante los últimos años de la vida del compositor y posee una construcción musical y dramática muy superior a los títulos de Grand Opera al uso.
En Dresde, en 1873 se había llegado a las 100 representaciones, y en 1908 ya se habían dado 200. La primera representación en el Teatro Real de Madrid se dio en 1876, a Nueva York llegó en 1878, y a Londres en 1879. 
En épocas recientes, una puesta en escena reseñable es la que llevó a cabo Nicholas Hytner en los años 80 en la English National Opera de Londres, que colocaba al héroe en el contexto de los totalitarismos que abundaron durante el siglo XX. En 1983, centenario de la muerte del compositor, Wolfgang Sawallisch dirigió un montaje en la Ópera Estatal de Baviera con René Kollo y Cheryl Studer en los papeles protagonistas y llevado al disco, considerándose referencial. Más recientemente, se han dado representaciones en la Deutsche Oper Berlin y en la Ópera de Leipzig, en 2010, y, en versión de concierto, en el Festival de Salzburgo de 2013, año del bicentenario de Wagner.

## Personajes

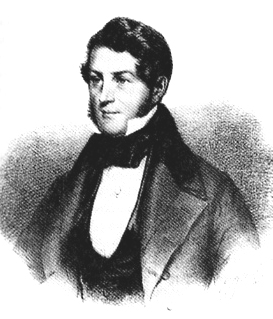
Carl Reissiger, director de la primera representación de Rienzi.

| Personaje                                                                | Tesitura | Reparto del estreno, 20 de octubre de 1842 (Director: Carl Gottlieb Reißiger) |
| ------------------------------------------------------------------------ | -------- | ----------------------------------------------------------------------------- |
| Cola Rienzi, tribuno romano                                              | tenor    | Josef Aloys Tichatschek                                                       |
| Irene, su hermana                                                        | soprano  | Henriette Wüst                                                                |
| Stefano Colonna, un noble                                                | bajo     | Georg Wilhelm Dettmer                                                         |
| Adriano, su hijo                                                         | soprano  | Wilhelmine Schröder-Devrient                                                  |
| Paolo Orsini, otro patricio                                              | bajo     | Johann Michael Wächter                                                        |
| Raimondo, legado papal                                                   | bajo     | Gioacchino Vestri                                                             |
| Baroncelli, ciudadano romano                                             | tenor    | Friedrich Traugott Reinhold                                                   |
| Cecco del Vecchio, ciudadano romano                                      | bajo     | Karl Risse                                                                    |
| El mensajero de la paz                                                   | soprano  | Anna Thiele                                                                   |
| Embajadores, nobles, sacerdotes, monjes, soldados, mensajeros, populacho |          |                                                                               |

## Argumento
La ópera trata de la vida de Cola di Rienzi, Notario papal llegado a líder político, que vivió en la Italia medieval y tuvo éxito en derrotar a las clases nobles en Roma y darle el poder al pueblo. Magnánimo al principio, tuvo que sofocar una revuelta de los nobles por recuperar sus privilegios. Con el tiempo, la opinión popular cambió, y la Iglesia, que al comienzo estaba a su favor, se viró en su contra. Al final de la ópera el pueblo quema el Capitolio en el cual Rienzi y unos pocos seguidores se enfrentan a su destino.

### Obertura
La ópera se abre con una obertura sustancial que empieza con una llamada de trompeta (que en el Acto III sabemos que es la llamada a la guerra de la familia Colonna) y presenta la melodía de la oración de Rienzi a comienzos del Acto V, que se convirtió en el aria más conocida de la ópera. La obertura acaba con una marcha militar.

### Acto I
En el exterior de la casa de Rienzi
El patricio Orsini y sus amigos intentan raptar a la hermana de Rienzi, Irene. Stefano Colonna, también patricio, pero inclinado a apoyar a Rienzi, se lo impide. Raimondo apela a los partidos en el nombre de la iglesia para detener la lucha; la aparición de Rienzi (marcada por un dramático cambio de tonalidad, de re a mi bemol) apaga la rebelión. El pueblo romano apoya la condena de Rienzi de los nobles. Irene y Adriano se dan cuenta de su atracción mutua (dúo Ja, eine Welt voll Leiden (Sí, un mundo lleno de penas)). Una multitud de plebeyos se reúnen, inspirados por los discursos de Rienzi, ofrece la corona a Rienzi; lo rechaza insistiendo en que sólo desea ser un tribuno del pueblo romano.

### Acto II
Una sala en el Capitolio
Los patricios traman la muerte de Rienzi; Adriano está horrorizado cuando lo sabe. Rienzi saluda a un grupo de embajador es para quienes se presenta un entretenimiento (un largo ballet). Orsini intenta apuñalar a Rienzi, quien sin embargo es protegido por una cota de malla. Adriano ruega a Rienzi que tenga piedad de los nobles, a lo que Rienzi accede.
El ballet del Acto II es notable pues Wagner hizo un claro intento de hacer de él algo relevante para la acción de la ópera (mientras que en la mayor parte de las grandes óperas el ballet era simplemente una diversión entretenida). El ballet de Rienzi se pretendía narrar la historia del "Rapto de Lucrecia". Esta trama (en la que Tarquinio, el último rey de Roma, intenta raptar a la virtuosa Lucrecia), establece un paralelismo entre la acción de Rienzi (intento de Orsini sobre Irene) y su pasado (los patricios contra el pueblo). En su forma original el ballet dura más de media hora - en las representaciones modernas y en las grabaciones se corta de manera drástica.

### Acto III
El Foro Romano
Los patricios han reclutado un ejército para marchar sobre Roma. El pueblo está alarmado. Rienzi alza al pueblo y los guía a la victoria sobre los nobles, en el curso del cual el padre de Adriano, Stefano, resulta muerto. Adriano jura venganza, pero Rienzi lo desprecia.

### Acto IV
Ante la Iglesia de Letrán
Cecco y otros ciudadanos discuten las negociaciones de los patricios con el Papa y con el emperador de Alemania. La intención de Adriano de matar a Rienzi flaquea cuando Rienzi llega junto con Irene. Raimondo anuncia ahora que el Papa ha establecido una prohibición papal sobre Rienzi, y que quienes se relacionen con él se arriesgan a la excomunión. A pesar de los ruegos de Adriano, Irene decide permanecer con Rienzi.

### Acto V
Escena 1: Una habitación en el Capitolio
Rienzi en su oración Allmächt’ger Vater (¡Todopoderoso Padre!) afirma su fe en el pueblo de Roma. Sugiere a Irene que ella busque la seguridad con Adriano, pero ella le pone objeciones. Un Adriano que se disculpa entra y dice a la pareja que el Capitolio va a arder y que ellos están en peligro. (Oración de Rienzi cantada por Max Lorenz, 1941)
Escena 2: El Capitolio incendiado
Los intentos de Rienzi de hablar se encuentran con piedras e insultos del veleidoso pueblo. Adriano, intentando rescatar a Rienzi e Irene, resulta muerto con ellos cuando el edificio se derrumba.
En las representaciones originales, las palabras finales de Rienzi son amargas y pesimistas: "¡Que se maldiga a la ciudad y que quede destruida! ¡Que se desintegre y se marchite, Roma! Tu pueblo degenerado lo desea." Sin embargo para la representación del año 1847 en Berlín Wagner lo sustituyó con una retórica más optimista: "Mientras permanezcan las siete colinas de Roma, mientras se alce la Ciudad Eterna, ¡Verás el regreso de Rienzi!".

## Análisis
Wagner concibió Rienzi como una Grand Opera, y, como tal, la planificó para que no se pudiera representar nunca en un teatro pequeño. Asimismo, la dotó generosamente de marchas, procesiones y ballets. En cualquier caso, el modelo de la Grand Opera francesa e italiana es más evidente en los actos primero y segundo que en el resto de la obra, que Wagner escribió tras una interrupción de varios meses, en los que comenzó a replantearse sus principios estilísticos como compositor operístico. En cualquier clase, la obra se ha convertido en el paradigma del modelo de Grand Opera francesa por su elegancia y brillantez, llegando a decir Hans von Bülow Rienzi es la mejor ópera de Meyerbeer, afamado compositor contemporáneo en este tipo de ópera.

## Ediciones
Las partituras de las primeras representaciones se perdieron en el bombardeo de Dresde, en 1945, y el manuscrito original, que había sido regalado a Hitler por la familia de Wagner, desapareció con él en el Führerbunker tras la toma de Berlín. No se conservan copias de ninguno de los dos documentos. Sólo se conserva como fuente original el manuscrito de los esbozos de Wagner en forma de partitura vocal. Dos partituras completas, copiadas en Dresde en los años 1840 bajo la supervisión del autor reflejan los severos cortes que se acostumbraba a hacer en las representaciones de la época, al igual que la primera edición impresa, hecha también bajo la supervisión de Wagner en 1844.
La edición crítica (publicada por Schott Music en Maguncia en 1976) parte de todas estas fuentes, y de una reducción para piano de 1844 que incluye algunos de los pasajes eliminados en las primeras representaciones. Sin embargo, no parece posible reconstruir, a partir del material disponible, cuáles fueron las intenciones originales de Wagner, que, en cualquier caso, fue introduciendo modificaciones a medida que la obra se iba representando en los años 1840. Wolfgang Sawallisch, que dirigió la obra en la Ópera Estatal de Baviera en 1983, con motivo del centenario de la muerte del compositor, llevó a cabo su propia distribución de la obra, en torno a cinco horas y media y recolocando algunos números atendiendo a criterios dramáticos.

## Grabaciones
Las grabaciones completas de la ópera son raras, al igual que las representaciones. La dificultad de los papeles principales, y sobre todo de la orquesta y del coro, hacen que otros títulos compuestos al estilo Grand Opera sean preferidos para representar. La Obertura ha sido durante mucho tiempo una pieza de concierto favorita del público, y ha aparecido frecuentemente en compilaciones discográficas de piezas orquestales de Wagner. Los cortes son habituales en las escasas grabaciones disponibles, entre las que se pueden destacar:
- 1960 Josef Krips dirigiendo a la Orquesta Sinfónica de Viena, con Set Svanholm, Walter Berry, Christa Ludwig y Paul Schöffler (Melodram).
- 1976 Heinrich Hollreiser con la Staatskapelle Dresden, con René Kollo, Janis Martin y Theo Adam (EMI).
- 1983 Wolfgang Sawallisch con la Ópera Estatal de Baviera, con René Kollo, Cheryl Studer, Jan-Hendrik Rootering y John Janssen (ORFEO).
- 2010 Sebastian Lang-Lessing, en la Deutsche Oper Berlin, con Torsten Kerl, Kate Aldrich, Camilla Nylund y Ante Jerkunica (DVD Arthaus).

En la sección de enlaces externos se puede encontrar el enlace a una discografía completa de la ópera.
Entre las grabaciones de la obertura se pueden destacar las siguientes:
- 1950 Hans Knappertsbusch / Orquesta Filarmónica de Viena (Decca)
- 1960 Otto Klemperer / Orquesta Philharmonia (EMI)
- 1961 Georg Solti / Orquesta Filarmónica de Viena (Decca)
- 1965 George Szell / Orquesta de Cleveland (Sony Records)
- 1979 Karl Böhm / Orquesta Filarmónica de Viena (Deutsche Grammophon)
- 1989 Zubin Mehta / Orquesta Filarmónica de Nueva York (Sony)
- 1991 James Levine / Metropolitan Opera (Deutsche Grammophon)
- 1994 Jesús López Cobos / Orquesta Sinfónica de Cincinnati (Telarc)
- 1999 Daniel Barenboim / Orquesta Sinfónica de Chicago (Teldec)